# اوک-دونگ
اوک-دونگ (به لاتین: Ok-dong) یک منطقهٔ مسکونی در کره جنوبی است که در اولسان واقع شده‌است.